# Интернет в США
Интернет в США вырос из ARPANET, сети, спонсируемой Агентством перспективных исследовательских проектов Министерства обороны США в 1960-х годах. Интернет в Соединённых Штатах, в свою очередь, послужил основой для современного всемирного Интернета.
Интернет-соединения в США в основном обеспечиваются частным сектором и доступны в различных формах, с использованием различных технологий, широким диапазоном скоростей и стоимости. В 2019 году США занимали 3-е место в мире по количеству пользователей Интернета (после Китая и Индии) с 312,32 млн пользователей. По состоянию на 2019 год 90 % взрослых жителей Америки пользуются Интернетом либо нерегулярно, либо часто. По данным ЦРУ, США занимают 1-е место в мире с 7 000 интернет-провайдеров (ISP). Пропускная способность Интернета на одного интернет-пользователя в 2016 году была 43-й по величине в мире.
Интернет-доменные имена верхнего уровня, характерные для США, включают .us, .edu, .gov, .mil, .as (Американское Самоа), .gu (Гуам), .mp (Северные Марианские острова), .pr (Пуэрто-Рико) и .vi (Виргинские острова США). Многие базирующиеся в США организации и частные лица также используют общие домены верхнего уровня, такие как .com, .net, .org, .name и т. д.